# Faustkeil von Ried
Der Faustkeil von Ried ist ein herzförmiger Faustkeil aus lokalem Malmhornstein, der 1952 in der Nähe von Neuburg an der Donau in Bayern entdeckt wurde. Das nach dem nahegelegenen Dorf Ried benannte Werkzeug wurde von Lothar Zotz 1959 in das jüngere oder Spätacheuléen datiert. Dies ist umso bedeutender, als mindestens bis 2011 die Zahl der datierbaren alt- und mittelpaläolithischen Funde in Bayern äußerst gering war.
Der Faustkeil wurde im September 1952 von dem Ingenieur und Freizeitarchäologen Ludwig Fruth, dessen Mineralien- und Fossiliensammlung seinerzeit unter Fachleuten sehr geschätzt war, in fast 8 m Tiefe entdeckt. Geborgen hatte er das Werkzeug in der Ziegeleigrube Rucker im damals eigenständigen Dorf Ried, das etwa 1,5 km nordöstlich der Stadt Neuburg liegt. 1958 wurde von Fruth, der die Ziegeleigrube über Jahre hinweg beging, ein zweiter Faustkeil gefunden.
Der ursprünglich grünlich-blaugraue Stein des Faustkeils von Ried entwickelte im Laufe der Zeit eine weißliche Patina. Brauneiseneinschlüsse verursachten nach der Hebung eine Reihe von gelblichen und bräunlichen Flecken an der Oberfläche.